# Étigny
Étigny é uma comuna francesa na região administrativa de Borgonha-Franco-Condado, no departamento de Yonne. Estende-se por uma área de 6,88 km². Em 2010 a comuna tinha 782 habitantes (densidade: 113,7 hab./km²).